# Laokaya vitalisi
Laokaya vitalisi là một loài bọ cánh cứng trong họ Cerambycidae.